# Lipotriches setulosa
Lipotriches setulosa là một loài Hymenoptera trong họ Halictidae. Loài này được Benoist mô tả khoa học năm 1962.